# Hear Me
"Hear Me" é uma canção da banda americana de rock Imagine Dragons, originalmente escrita e gravada para o seu segundo EP, Hell and Silence. A canção foi regravada para seu primeiro álbum de estúdio, Night Visions, e aparece como a sétima faixa. A canção foi realizada pela primeira vez ao vivo em PBS' Tune In Vegas, transmitido no início de 2012.

## Uso na mídia
"Hear Me" fez parte da trilha sonora do filme de 2011, Answers to Nothing.A canção é usada no reality show da MTV, The Real World: Las Vegas.

## Posições nas paradas
| Paradas                               | Posição |
| ------------------------------------- | ------- |
| Reino Unido (Official Charts Company) | 37      |